# 5 december
5 december är den 339:e dagen på året i den gregorianska kalendern (340:e under skottår). Det återstår 26 dagar av året.

## Återkommande bemärkelsedagar
- Nederländerna – Sankt Nikolaus afton, Sinterklaas (föregångaren till jultomten)
- Romerska riket – Faunalia, firat till ära av Faunus
- Internationella volontärdagen (FN)

## Namnsdagar

### I den svenska almanackan
- Nuvarande – Sven
- Föregående i bokstavsordning
  - Crispina – Namnet fanns, till minne av en nordafrikansk martyr Crispina, som avrättades 304, på dagens datum före 1901, då det utgick.
  - Svante – Namnet infördes 1776 på 10 juni och fanns där fram till 1993, då det istället flyttades till dagens datum. 2001 återfördes det dock till 10 juni.
  - Sven – Namnet infördes på 1680 på 17 oktober, men utgick 1753. 1901 återinfördes det på dagens datum och har funnits där sedan dess.
  - Svend – Namnet infördes på dagens datum 1986, men utgick 1993.
  - Svenning – Namnet infördes på dagens datum 1986, men utgick 1993.
  - Virginia – Namnet förekom på dagens datum på 1790-talet, men utgick sedan. 1901 infördes det på 8 december och har funnits där sedan dess.
- Föregående i kronologisk ordning
  - Före 1901 – Crispina och Virginia
  - 1901–1985 – Sven
  - 1986–1992 – Sven, Svend och Svenning
  - 1993–2000 – Sven och Svante
  - Från 2001 – Sven
- Källor
  - Brylla, Eva (red.). Namnlängdsboken. Gjøvik: Norstedts ordbok, 2000 ISBN 91-7227-204-X
  - af Klintberg, Bengt. Namnen i almanackan. Gjøvik: Norstedts ordbok, 2001 ISBN 91-7227-292-9

### Finlandssvenska almanackan
- Nuvarande från 2020[1] – Selma, Thelma
- I föregående revideringar[a][2]
  - 1929–2019 – Selma

## Händelser
- 1492 – Christofer Columbus upptäcker ön Hispaniola.
- 1590 – Sedan Urban VII har avlidit den 27 september väljs Niccolò Sfondrati till påve och tar namnet Gregorius XIV.
- 1864 – Den finladssvenska tidningen Hufvudstadsbladet grundas i Helsingfors och ges ut för första gången.
- 1905 – Sir Henry Campbell-Bannerman blir premiärminister i Storbritannien.[3]
- 1931 – Kristus Frälsarens katedral i Moskva förstörs på order av Josef Stalin.
- 1969 – Den svenska tv-kanalen TV 2 inleder sina sändningar.
- 1985 – Thorbjörn Fälldin avgår som partiledare för Centerpartiet.
- 1995 – Javier Solana utses till ny Nato-chef.
- 1996 – Madeleine Albright blir USA:s första kvinnliga utrikesminister.
- 1997 – Den svenska Riksåklagaren begär resning i fallet med mordet på statsminister Olof Palme.
- 1997 – Åtal väcks mot den så kallade OS-bombaren.
- 2007 – Tv-programmet Uppdrag granskning avslöjar att en del av den svenska butikskedjan ICA:s butiker missköter hantering av kött, vilket skapar en skandal.

## Födda
- 1443 – Julius II, född Giuliano della Rovere, påve 1503–1513.
- 1470 – Willibald Pirckheimer, tysk humanist.
- 1661 – Robert Harley, 1:e earl av Oxford och earl Mortimer, engelsk statsman.
- 1674 – Iver Rosenkrantz, dansk statsman, Danmarks statsminister 1730–1735.
- 1716 – Olof Celsius den yngre, professor, biskop, ledamot av Svenska Akademien.
- 1782 – Martin Van Buren, amerikansk politiker, USA:s vicepresident 1833–1837 och president 1837–1841.
- 1792 – James Guthrie, amerikansk demokratisk politiker, USA:s finansminister 1853–1857.
- 1800 – Thomas Ford, amerikansk demokratisk politiker och jurist, guvernör i Illinois 1842–1846.
- 1803 – Fjodor Tiuttjev, rysk poet och diplomat.
- 1818 – Nikolaj Koksjarov, rysk mineralog.
- 1830 – Christina Rossetti, poet.
- 1839 – George Armstrong Custer, amerikansk general.
- 1859 – John Jellicoe, 1:e earl Jellicoe, brittisk amiral.
- 1867 – Józef Pilsudski, polsk politiker, president efter frigörelsen 1918.
- 1871 – Gustaf Henning Elmquist, svensk ämbetsman och socialpolitiker, generaldirektör, statsråd, landshövding, överståthållare.
- 1875 – Frida Falk, svensk operettsångerska.
- 1886
  - Christian Günther, svensk utrikesminister 1939–1945.
  - Rose Wilder Lane, amerikansk journalist och författare.
- 1888 – John Precht, finlandssvensk skådespelare.
- 1890 – Fritz Lang, amerikansk filmregissör.
- 1896 – Carl Cori, amerikansk biokemist, mottagare av Nobelpriset i fysiologi eller medicin 1947.
- 1898 – Grace Moore, amerikansk sångare och skådespelare.
- 1901
  - Werner Heisenberg, tysk fysiker, mottagare av Nobelpriset i fysik 1932.
  - Walt Disney, amerikansk filmproducent.
- 1903 – Cecil Powell, brittisk fysiker, mottagare av Nobelpriset i fysik 1950.
- 1911 – Carlos Marighella, brasiliansk revolutionär och marxistisk teoretiker.
- 1914 – Hans Hellmut Kirst, skriftställare.
- 1916
  - Agneta Prytz, svensk skådespelare och dansare.
  - Maj Wingren-Samourkas, svensk målare.
- 1921 – Karl-Gustav Andersson, svensk rörverksarbetare och socialdemokratisk politiker.
- 1923 – Norman Burton, amerikansk skådespelare.
- 1924 – George Savalas, amerikansk skådespelare.
- 1925 – Anastasio Somoza Debayle, president och diktator i Nicaragua 1967–1972 och 1974–1979.
- 1927 – Bhumibol Adulyadej, kung av Thailand 1946–2016.
- 1928 – Doreen Denning, svensk skådespelare och dubbningsregissör.
- 1931 – Tommy Johnson, svensk skådespelare.
- 1932
  - Sheldon Glashow, amerikansk fysiker, mottagare av Nobelpriset i fysik 1979.
  - Little Richard, amerikansk rocksångare.
- 1934 – Ingvar Hirdwall, svensk skådespelare.
- 1935
  - Totti Bergh, norsk saxofonist, jazzmusiker och orkesterledare.
  - Calvin Trillin, författare.
- 1937 – Maud Hansson Fissoun, svensk skådespelare.
- 1940 – Peter Pohl, svensk författare.
- 1942 – Herbert Dreilich, tysk rockmusiker (sångare och gitarrist i Karat).
- 1946
  - Rodney Alexander, amerikansk politiker.
  - José Carreras, spansk operasångare.
- 1954 – Katarina Hultling, svensk sportreporter och tv-programledare.
- 1955 – Gunnar Falk, svensk skådespelare och konstnär.
- 1963 – Sebastian Sundblad, svensk vissångare, kompositör och musiker (gitarrist).
- 1965
  - John Rzeznik, amerikansk musiker, låtskrivare och sångare. (gitarrist).
  - Anne-Mari Virolainen, finländsk samlingspartistisk politiker.
- 1966 – Johan Renck (Stakka Bo), svensk musiker och regissör.
- 1968 – Margaret Cho, komiker och skådespelare.
- 1973 – Ellen Jelinek, svensk skådespelare.
- 1973 - Anne Lagercrantz, svensk journalist och vd för Sverige television.
- 1975 – Daniel Nyhlén, svensk journalist och författare.
- 1976 – Amy Acker, amerikansk skådespelare.
- 1978
  - Olli Jokinen, finländsk ishockeyspelare.
  - Jesper Salén, svensk skådespelare.
- 1996 – Hampus Hedström, youtubare och komiker.

## Avlidna
- 905 – Ealhswith, drottning av Wessex
- 1025 – Basileios II, kejsare i det bysantinska riket
- 1560 – Frans II, skotsk prinsgemål sedan 1558 (gift med Maria I) och kung av Frankrike
- 1657 – Johan Axelsson Oxenstierna, svensk greve och statsman
- 1764 – Gustaf Bonde, svensk greve, ämbetsman och politiker samt tillförordnad kanslipresident
- 1770 – James Stirling, skotsk matematiker
- 1787 – Sven Lagerbring, svensk historiker
- 1791 – Wolfgang Amadeus Mozart, österrikisk tonsättare
- 1835 – August von Platen-Hallermünde, bayersk militär
- 1870 – Alexandre Dumas den äldre, fransk författare
- 1891 – Peter II av Brasilien, kejsare av Brasilien
- 1903 – Emil von Qvanten, finlandssvensk skald och publicist
- 1916 – Augusta av Cambridge, prinsessa
- 1925 – Władysław Reymont, polsk författare, mottagare av Nobelpriset i litteratur 1924
- 1926 – Claude Monet, fransk impressionistisk konstnär
- 1945 – Thomas H. Morgan, amerikansk zoolog och genetiker. Han mottog Nobelpriset i fysiologi eller medicin 1933
- 1951 – ”Shoeless” Joe Jackson, amerikansk basebollspelare
- 1954 – Dagmar Ebbesen, svensk skådespelare och sångare
- 1958 – Curt Björklund, svensk arkitekt
- 1965 – Joseph Erlanger, amerikansk fysiolog, mottagare av Nobelpriset i fysiologi eller medicin 1944
- 1975 – Gösta Hådell, svensk kompositör, musikdirektör och musiker
- 1977 – Aleksandr Vasilevskij, marskalk av Sovjetunionen
- 1979 – Sonia Delaunay-Terk, rysk-fransk konstnär
- 1983 – Martin Lamm, svensk konstnär och tidningstecknare
- 1988 – Einar Forseth, konstnär.
- 1997 – Rudolf Bahro, filosof.
- 1998 – Albert Gore, amerikansk demokratisk politiker, senator (Tennessee)
- 2000 – Tjadden Hällström, skådespelare, revyförfattare och komiker (cancer).
- 2001 – Franco Rasetti, fysiker.
- 2002 – Ne Win, burmesisk general, Burmas diktator
- 2006
  - Michael Gilden, amerikansk skådespelare och stuntman
  - David Bronstein, rysk schackspelare
- 2007 – Karlheinz Stockhausen, tysk kompositör
- 2008
  - Aleksij II, patriark av Moskva
  - Nina Foch, nederländskfödd amerikansk skådespelare
  - Beverly Garland, amerikansk skådespelare
- 2009 – Otto Graf Lambsdorff, tysk politiker, ekonomi- och teknologiminister
- 2011
  - Peter Gethin, brittisk racerförare
  - Violetta Villas, belgiskfödd polsk sångare
- 2012
  - Erwin Bischofberger, svensk jesuitpräst och professor
  - Dave Brubeck, amerikansk jazzpianist och kompositör
  - Ignatius IV, syrisk-ortodox patriark
  - Oscar Niemeyer, brasiliansk arkitekt
- 2013 – Nelson Mandela, sydafrikansk politiker och apartheidmotståndare, Sydafrikas president 1994–1999, mottagare av Nobels fredspris 1993
- 2014 – Fabiola, belgisk drottning 1960–1993, gift med kung Baudouin
- 2016 – Jayalalithaa Jayaram, indisk skådespelare och politiker
- 2017 – Johnny Hallyday, fransk skådespelare och rocksångare
- 2020 – Peter Alliss, brittisk golfspelare, tv-kommentator, författare och golfbanearkitekt
- 2021 – Bob Dole, amerikansk republikansk politiker och advokat, senator för Kansas
- 2022 – Kirstie Alley, amerikansk skådespelare
- 2023 – Bodil Mannheimer, svensk skådespelare

### Fotnoter
1. ↑  ”Universitetets namnsdagsalmanacka - Universitetets almanacksbyrå”. almanakka.helsinki.fi. Helsingfors universitet. https://almanakka.helsinki.fi/sv/kalender-2025/. Läst 22 februari 2025.
2. ↑  ”Namnsdagsrevideringar - Universitetets almanacksbyrå”. almanakka.helsinki.fi. Helsingfors universitet. https://almanakka.helsinki.fi/sv/namnsdagar/namnsdagsrevideringar.html. Läst 3 oktober 2020.
3. ↑  ”United Kingdom” (på engelska). World Statesmen. http://www.worldstatesmen.org/United_Kingdom.html. Läst 7 november 2012.